# Copa Paulista de Futebol Feminino de 2021
A Copa Paulista Feminino de 2021 foi a terceira edição deste evento esportivo, um torneio estadual de futebol feminino organizado pela Federação Paulista de Futebol (FPF).
O torneio compreendeu duas fases eliminatórias distintas e contou com a participação de AD Taubaté, Palmeiras, São José e Red Bull Bragantino, ocorrendo no período de 16 de outubro a 7 de novembro.
O título da edição foi conquistado pelo Palmeiras, que venceu a decisão contra o São José. O triunfo representou o segundo título do clube alviverde na hsitória da competição.

## Formato e participantes
A Copa Paulista de 2021 desenvolveu-se através de duas fases eliminatórias distintas, ambas incorporadas a um sistema de chaveamento predefinido, onde os vencedores dos confrontos progrediam para a decisão. A designação dos participantes foi determinada conforme suas posições no Campeonato Paulista daquele ano.

## Resumo
Palmeiras e AD Taubaté protagonizaram o embate inaugural da Copa Paulista de 2021, ocorrido no estádio Joaquim de Morais Filho em um sábado, 16 de outubro. Apesar do domínio, o Palmeiras desperdiçou diversas oportunidades de gol, mas emergiu vitorioso graças ao tento de Giovana, aos 79 minutos da partida. No dia seguinte, o São José triunfou sobre o Red Bull Bragantino em Jarinu, consolidando uma vitória por 3–1, com gols assinalados por Vitória Calhau, Hilda e Bea, enquanto Ariel Godoi marcou o único gol da equipe mandante.
As partidas de volta foram realizadas duas semanas depois. O primeiro finalista foi o São José, que empatou com o Red Bull Bragantino. Logo nos primeiros cinco minutos de jogo, o clube visitante abriu o placar com Larissa. Por sua vez, o Bragantino enfrentou dificuldades significativas no setor ofensivo, mas conseguiu igualar o placar no início do segundo tempo, com Luana. No outro confronto, o Palmeiras novamente superou a AD Taubaté, desta vez com gols de Bruna Calderan, Duda e Giovana.
A primeira partida da final ocorreu em 4 de novembro, no estádio Martins Pereira. O confronto teve um início equilibrado e com escassas oportunidades de gol. A primeira chance surgiu aos 19 minutos, quando Duda finalizou no travessão. Após este lance, o Palmeiras criou diversas oportunidades de gol e marcou com Ary Borges e Rafaela. O comportamento ofensivo da equipe se manteve no segundo tempo, conseguindo conter as investidas do adversário e ampliando o placar aos 28 minutos, novamente com Ari. Três dias depois, a finalíssima foi realizada no Allianz Parque, em São Paulo. O Palmeiras administrou a vantagem conquistada, abrindo o placar com Ary Borges, mas o adversário igualou e virou o jogo com gols de Vitória Calhau e Juliana. Entretanto, o resultado não foi suficiente para reverter a vantagem das palestrinas, que se sagraram campeãs.

## Resultados
|  | Semifinais          | Semifinais | Semifinais | Semifinais |   |             | Final | Final | Final | Final |
|  |                     |            |            |            |   |             |       |       |       |       |
|  | Red Bull Bragantino | 1          | 1          | 2          |   |             |       |       |       |       |
|  | São José-SP         | 3          | 1          | 4          |   |             |       |       |       |       |
|  | São José-SP         | 3          | 1          | 4          |   | São José-SP | 0     | 2     | 2     |       |
|  |                     |            |            |            |   | São José-SP | 0     | 2     | 2     |       |
|  |                     | Palmeiras  | 3          | 1          | 4 |             |       |       |       |       |
|  | AD Taubaté          | Palmeiras  | 3          | 1          | 4 | 0           | 1     | 1     |       |       |
|  | AD Taubaté          |            |            |            |   | 0           | 1     | 1     |       |       |
|  | Palmeiras           | 1          | 3          | 4          |   |             |       |       |       |       |

- As equipes que estão na parte superior do confronto possuem o mando de campo no primeiro jogo e em negrito as equipes classificadas.

### Gerais
- «Regulamento do Campeonato Paulista de Futebol Feminino de 2021» (PDF). Federação Paulista de Futebol. Consultado em 2 de novembro de 2021. Cópia arquivada (PDF) em 2 de novembro de 2021

### Específicas
1. ↑  Felipe Rodrigues (14 de outubro de 2021). «FPF define datas e horários das semis do Paulistão Feminino; Copa Paulista tem Palmeiras e Bragantino». Esporte News Mundo. Consultado em 2 de novembro de 2021. Cópia arquivada em 2 de novembro de 2021
2. ↑  «Palmeiras vence o Taubaté e larga na frente nas semifinais da Copa Paulista Feminina». ge. 16 de outubro de 2021. Consultado em 6 de março de 2022. Cópia arquivada em 16 de outubro de 2021
3. ↑  «São José vence Bragantino por 3 a 1 e larga em vantagem na semi da Copa Paulista Feminina». ge. 17 de outubro de 2021. Consultado em 6 de março de 2022. Cópia arquivada em 7 de março de 2022
4. ↑  «COPA PAULISTA FEMININA: Mesmo fora de casa, São José sai em vantagem em cima do RB Bragantino». Futebol Interior. 17 de outubro de 2021. Consultado em 6 de março de 2022. Cópia arquivada em 17 de outubro de 2021
5. ↑  João Fraga (30 de outubro de 2021). «São José elimina Red Bull Bragantino e vai à final da Copa Paulista». Olímpiada Todo Dia. Consultado em 6 de março de 2022. Cópia arquivada em 7 de março de 2022
6. ↑  «Palmeiras vence o Taubaté de novo e vai à final em busca do bicampeonato da Copa Paulista». ge. 31 de outubro de 2021. Consultado em 6 de março de 2022. Cópia arquivada em 7 de março de 2022
7. ↑  «Palmeiras bate o São José e abre vantagem na final da Copa Paulista». Olímpiada Todo Dia. 4 de novembro de 2021. Consultado em 7 de março de 2022. Cópia arquivada em 6 de novembro de 2021
8. ↑  «Palmeiras perde de virada do São José, mas fica com título da Copa Paulista de futebol feminino». ge. 7 de novembro de 2021. Consultado em 7 de março de 2022. Cópia arquivada em 7 de novembro de 2021